# Хаджи Виран
Хаджи Виран (на гръцки: Βυρσίνη, Вирсини) е село в Гърция, разположено на територията на дем Козлукебир (Ариана), област Източна Македония и Тракия.

## География
Селото е разположено на южните склонове на Родопите, в непосредствена близост до границата с България и до българското село Черничево, наричано тук Дуня. През 40-те години на ХХ век, когато Западна Тракия е в българска територия, се подновяват връзките между еднородното българоезично население от двете страни на границата. Има и сватби на младоженци от двете села.

## История
Към 1942 година в село Хаджи Виран (Хадживерен) живеят 578 помаци. То е едно от големите българоезични мюсюлмански села в района. Населението му взема дейно участие в преследването и избиването на местните българи християни през 1913 г.